# Paul Boudet (politicus)
Paul Boudet (Laval, 13 november 1800 – Parijs, 17 november 1877) was een Frans politicus ten tijde van het Tweede Franse Keizerrijk.

## Biografie
In 1821 schreef Boudet zich in als advocaat aan de balie van Parijs. Hij had liberale en antiklerikale standpunten op na en was protestant en vrijmetselaar. 

### Julimonarchie
Als aanhanger van de Julimonarchie werd Boudet in 1834 volksvertegenwoordiger voor het departement Mayenne. In 1837 en 1839 werd hij telkens herverkozen. Op 12 mei 1839 werd hij door Jean-Baptiste Teste benoemd tot secretaris-generaal van het Ministerie van Justitie en werd hij staatsraad. Hij zou in functie blijven tot de val van de regering-Thiers II op 29 oktober 1840. In 1842 werd hij weerom tot volksvertegenwoordiger gekozen, met een herverkiezing in 1846.

### Tweede Franse Republiek
Na de Februarirevolutie, de val van de Julimonarchie en de oprichting van de Tweede Franse Republiek in 1848 werd Boudet verkozen in de Nationale Grondwetgevende Vergadering, waarbinnen hij zich aan de rechterkant van het politieke spectrum zou opstellen door onder meer voor de perswaarborgregeling te stemmen, alsook tegen het recht op arbeid, tegen het bicameralisme enzovoort. Hij toonde zich een voorstander van de latere president en keizer Lodewijk Napoleon Bonaparte. De Nationale Grondwetgevende Vergadering benoemde hem opnieuw tot staatsraad, wat hij zou blijven ondanks de staatsgreep van 2 december 1851. 

### Tweede Franse Keizerrijk

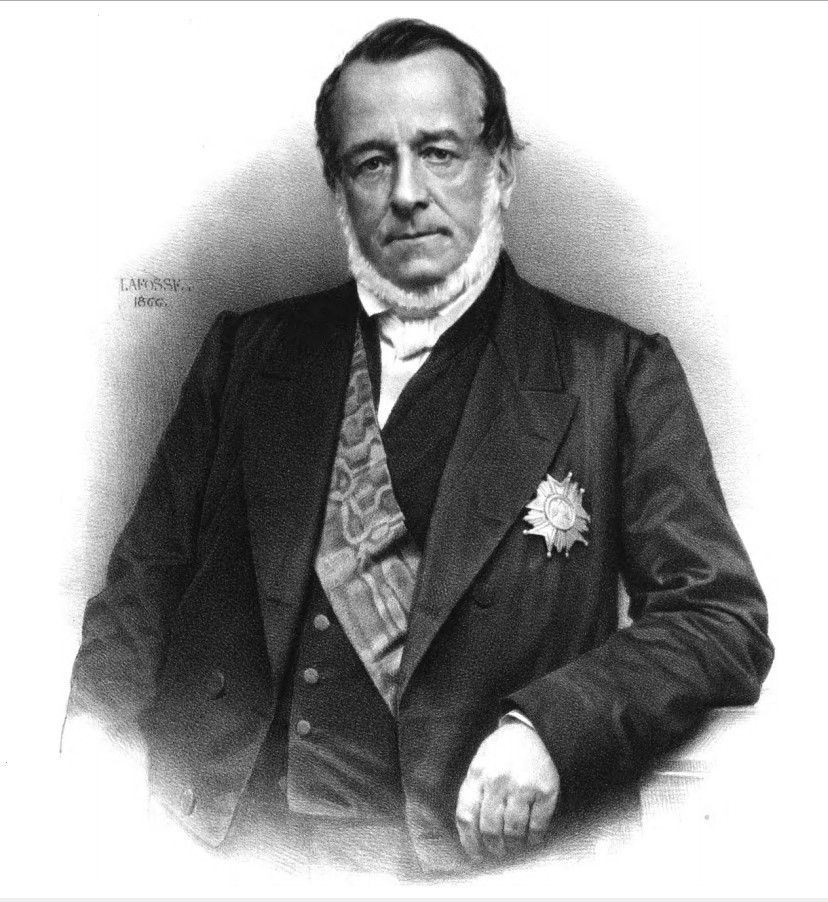
Paul Boudet rond 1860.

Onder het Tweede Franse Keizerrijk benoemde keizer Napoleon III hem op 23 maart 1863 tot minister van Binnenlandse Zaken in de regering-Bonaparte III, als opvolger van Victor de Persigny. Als minister van Binnenlandse Zaken zou hij veel maatregelen nemen tegen de persvrijheid.
Op 28 maart 1865 werd Boudet door keizer Napoleon III benoemd tot senator. Als minister werd hij opgevolgd door Charles de La Valette. Hij zou in de Senaat blijven zetelen tot de afkondiging van de Derde Franse Republiek op 4 september 1870. Op 31 maart 1865 werd hij secretaris van de Senaat, om op 17 november van dat jaar te worden benoemd tot eerste vicevoorzitter van de Senaat. Raymond-Théodore Troplong was in deze periode de voorzitter.
De val van het Tweede Franse Keizerrijk in september 1870 betekende het einde van zijn politieke loopbaan.

## Onderscheidingen
Achtereenvolgens werd hij ridder (5 mei 1840), officier (13 augustus 1855), grootofficier (14 augustus 1862) en drager van het grootkruis (6 november 1864) in het Legioen van Eer.